# Nicola Tranfaglia
Nicola Tranfaglia (Napoli, 2 ottobre 1938 – Roma, 23 luglio 2021) è stato uno storico, politico e docente universitario italiano.

## Biografia
Si è laureato nel 1961 in giurisprudenza presso l'Università degli studi di Napoli, discutendo una tesi sulla storia della Corte costituzionale in Italia. Nel seguito ricopre il ruolo di ricercatore presso la Fondazione Luigi Einaudi di Torino per tre anni, poi diventa assistente di Alessandro Galante Garrone, pervenendo alla libera docenza di Storia Contemporanea, la sua carriera accademica lo conduce ordinario di Storia Contemporanea e preside della Facoltà di Lettere e Filosofia dell'Università degli Studi di Torino.
È membro del Comitato di Presidenza della Conferenza dei Presidi di Lettere e Filosofia, membro del Consiglio Nazionale dei Beni Culturali e del Comitato Nazionale di settore per gli archivi, membro della commissione dei Quaranta Saggi sulla Scuola e del gruppo di lavoro Martinotti sulla riforma universitaria. Come giornalista è editorialista del giornale la Repubblica e collaboratore de L'Espresso, come storico è pure condirettore della rivista Studi Storici e membro del comitato scientifico della Fondazione Nazionale Antonio Gramsci.
Nella sua carriera di storico ha una lunga esperienza di organizzazione scientifica, culturale e editoriale in campo storico, essendo pure direttore dell'opera collettiva Il Mondo Contemporaneo, edizioni La Nuova Italia (1976-1983) e dirigendo in collaborazione con Massimo Firpo la Storia, UTET (1981) mentre in collaborazione con Valerio Castronovo ha diretto La Storia della stampa italiana, Laterza 1976-95, ricopre il ruolo istituzionale di deputato al parlamento Italiano ed è componente della VII Commissione inerente cultura, scienze, istruzione nonché della Commissione parlamentare per l'indirizzo generale e la vigilanza dei servizi radiotelevisivi.
Collabora spesso con Giuseppe Casarrubea per quanto riguarda l'intreccio mafia/neofascismo/servizi segreti statunitensi a cavallo del secondo dopoguerra; il lavoro è in gran parte basato sulla catalogazione ed analisi dei documenti inerenti al periodo desecratati dai servizi segreti statunitensi (OSS, precursore della CIA). Il 1º febbraio 2004 lascia i Democratici di Sinistra con una lettera aperta al segretario Piero Fassino.
Il 19 maggio 2004 si iscrive al Partito dei Comunisti Italiani e si candida alle imminenti elezioni europee, senza essere eletto. Viene invece eletto deputato alla Camera alle elezioni politiche del 2006. Alle elezioni politiche del 2008 è candidato con La Sinistra l'Arcobaleno al Senato come capolista nella circoscrizione Veneto, ma la lista non supera lo sbarramento. Il 21 giugno 2008 dalle colonne de l'Unità annuncia di lasciare il Pdci.
Si candida nell'aprile 2009 per l'Italia dei Valori alle elezioni europee, circoscrizione di centro, non venendo però eletto.
Nel 2016 firma l'appello de Il Fatto Quotidiano a sostegno delle ragioni per il "No" per il referendum costituzionale sulla riforma Renzi-Boschi.

## Opere
- Carlo Rosselli dall'interventismo a Giustizia e Libertà, Bari, Laterza, 1968.
- Dallo stato liberale al regime fascista. Problemi e ricerche, Milano, Feltrinelli, 1973.
- Stampa e sistema politico nell'Italia unita. La metamorfosi del quarto potere, Firenze, Le Monnier, 1986, ISBN 88-00-84043-4.
- Labirinto italiano. Il fascismo, l'antifascismo, gli storici, Scandicci, La Nuova Italia, 1989, ISBN 88-221-0685-7.
- La mafia come metodo nell'Italia contemporanea, Milano-Bari, Laterza, 1991, ISBN 88-420-3816-4.
- Mafia, politica e affari nell'Italia repubblicana, 1943-1991, Roma-Bari, Laterza, 1992, ISBN 88-420-3963-2.
- L'Italia democratica. Profilo del primo cinquantennio 1943-1994, con una guida bibliografica di Marco Scavino, Milano, UNICOPLI, 1994. ISBN 88-400-0359-2.
- La prima guerra mondiale e il fascismo, fa parte di Storia d'Italia, diretta da Giuseppe Galasso, vol. XXII, Torino, Utet, 1995. ISBN 88-02-04947-5.
- Un passato scomodo. Fascismo e postfascismo, Roma-Bari, Laterza, 1996. ISBN 88-420-4954-9; Collana I saggi, Milano, BCDalai, 2006, ISBN 978-88-849-0885-8.
- N. Tranfaglia-Maurizio Ridolfi, 1946. La nascita della Repubblica, Roma-Bari, Laterza, 1996, ISBN 88-420-4955-7.
- La tradizione repubblicana. Problemi e contraddizioni del primo cinquantennio, Torino, Scriptorium, 1997, ISBN 88-455-6120-8.
- Storia degli editori italiani. Dall'Unità alla fine degli anni Sessanta, con Albertina Vittoria, Roma-Bari, Laterza, 2000, ISBN 88-420-6057-7.
- Editori italiani ieri e oggi, Roma-Bari, Laterza, 2001, ISBN 88-420-6386-X.
- Fascismi e modernizzazione in Europa, Torino, Bollati Boringhieri, 2001, ISBN 88-339-5654-7.
- L'Italia repubblicana e l'eredità del fascismo, Alessandria, Edizioni dell'Orso, 2001, ISBN 88-7694-486-9.
- La sentenza Andreotti. Politica, mafia e giustizia nell'Italia contemporanea, Milano, Garzanti, 2001, ISBN 88-11-73898-9.
- La transizione italiana. Storia di un decennio, Milano, Garzanti, 2003, ISBN 88-11-74014-2.
- Come nasce la Repubblica. La mafia, il Vaticano e il neofascismo nei documenti americani e italiani 1943-1947, Milano, Bompiani, 2004, ISBN 88-452-1108-8.
- La resistibile ascesa di Silvio B. Dieci anni alle prese con la corte dei miracoli, Milano, Baldini Castoldi Dalai, 2004, ISBN 88-8490-565-6.
- Ma esiste il quarto potere in Italia? Stampa e potere politico nella storia dell'Italia unita, Milano, Baldini Castoldi Dalai, 2005.
- La stampa del regime 1932-1943. Le veline del Minculpop per orientare l'informazione, Milano, Bompiani, 2005, ISBN 88-452-3389-8.
- N. Tranfaglia-Diego Novelli, Vite sospese. Le generazioni del terrorismo, Collana I saggi, Milano, BCDalai, 2007, ISBN 978-88-607-3232-3.
- Perché la mafia ha vinto. Classi dirigenti e lotta alla mafia nell'Italia unita (1861-2008), Novara, UTET, 2008, ISBN 978-88-020-7927-1.
- Vent'anni con Berlusconi (1993-2013). L'estinzione della sinistra, Collana Saggi, Milano, Garzanti, 2009, ISBN 978-88-116-0089-3.
- Vita di Alberto Pirelli (1882-1971). La politica attraverso l'economia, Collana Storia, Torino, Einaudi, 2010, ISBN 978-88-062-0120-3.
- Populismo autoritario. Autobiografia di una nazione, Collana I saggi, Milano, Dalai, 2010, ISBN 978-88-607-3257-6.
- Anatomia dell'Italia repubblicana 1943-2009, Collana Il filo rosso, Bagni a Ripoli (Firenze), Passigli, 2010, ISBN 978-88-368-1209-7.
- Carlo Rosselli e il sogno di una democrazia sociale moderna, Collana I saggi, Milano, BCDalai, 2010, ISBN 978-88-607-3642-0.
- La Santissima Trinità. Mafia, Vaticano e Servizi Segreti all'assalto dell'Italia 1943–1947, Milano, Bompiani, 2011, ISBN 978-88-452-6797-0.
- N. Tranfaglia-Anna Petrozzi, La colpa. Come e perché siamo arrivati alla notte della Repubblica, Collana I saggi, Milano, Dalai, 2011, ISBN 978-88-607-3643-7.
- La mafia come metodo, Milano, Mondadori università, 2012 (con Teresa de Palma).
- N. Tranfaglia-Teresa De Palma, Il giudice dimenticato. La storia e i misteri dell'assassinio di Bruno Caccia, Torino, Gruppo Abele, 2013.
- Breve Storia dell'Italia Unita (1848-2013). Mondadori ed., 2014.
- Populismo. Un carattere originale nella storia d'Italia, Roma, Castelvecchi, 2014.
- Il fascismo e le guerre mondiali (1914-1945), Santarcangelo di Romagna, Rusconi, 2019, ISBN 978-88-180-3343-4.
- Storia politica della Corte Costituzionale, Collana Storia e memoria, Massari, 2020, ISBN 978-88-457-0331-7.

### Curatele
- Storia della stampa italiana, a cura di N. Tranfaglia e con Valerio Castronovo, 7 voll., Roma-Bari, Laterza, 1976-2002.
- Storia d'Europa, 4 volumi, a cura di N. Tranfaglia, Bruno Bongiovanni e Gian Carlo Jocteau, Firenze, La Nuova Italia, 1980.
- Dizionario storico dell'Italia unita, a cura di N. Tranfaglia e Bruno Bongiovanni, Roma-Bari, Laterza, 1996, ISBN 978-88-420-5081-0.
- Le classi dirigenti nella storia d'Italia, a cura di N. Tranfaglia e Bruno Bongiovanni, Roma-Bari, Laterza, 2006, ISBN 978-88-420-7855-5.
- Il libro dei deportati, a cura di N. Tranfaglia e Brunello Mantelli, Milano, Mursia, 2010, ISBN 978-88-425-3742-7.